# Тьерра-де-Селанова (комарка)
Тьерра-де-Селанова (исп. Tierra da Celanova,  галис. Terra da Celanova)  — район (комарка) в Испании, входит в провинцию Оренсе в составе автономного сообщества Галисия.

## Муниципалитеты
1. Ла-Бола
2. Картелье
3. Селанова
4. Гомесенде
5. Ла-Мерка
6. Падренда
7. Пуэнтедева
8. Кинтела-де-Лейрадо
9. Рамиранес
10. Вереа